# Silicijska dolina
Silicijska dolina (engl. Silicon Valley) naziv je doline smještene u južnome dijelu Zaljevskog područja San Francisca u sjevernoj Kaliforniji. Naziv "Silicijska dolina" nastao je zbog velikog broja tvrtki visoke tehnologije u regiji, a dolazi od kemijskog elementa silicija koji je osnova za izradu čipova. Danas je Silicijska dolina područje s najvišom koncentracijom važnih visokotehnoloških (hi-tech) tvrtki u svijetu, te su neke od svjetski najpoznatijih tvrtki smještene upravo ovdje. Komparativne prednosti doline su velik broj visokoobrazovanih inženjera, inovatora i ulagača u razvoj novih proizvoda.

## Naziv
Naziv "Silicijska dolina" skovao je Ralph Vaerst, poduzetnik iz središnje Kalifornije. Prvi put ga je u tjedniku Electronic News objavio novinar Don Hoefler, Vaerstov prijatelj, 11. siječnja 1971. u seriji članaka pod nazivom "Silicon Valley USA,". Pojam "Silicijski" odnosi se na već tada veliku koncentraciju tvrtki koje se bave poluvodičima i računalima. Te su tvrtke polako zamjenjivale voćnjake koji su bili na tom području i zbog kojeg se nekad nazivalo Valley of Heart's Delight ("dolina radosti srca").

## Poznate tvrtke
Tisuće tvrtki ima svoje sjedište u Silicijskoj dolini, a mnoge od njih su na listi najbogatijih. 
Najpoznatije tvrtke su:
- Adobe Systems
- Advanced Micro Devices (AMD)
- Agilent Technologies
- Apple Inc.
- Applied Materials
- Business Objects
- Cisco Systems
- eBay
- Google
- Hewlett-Packard
- Intel
- Intuit
- Juniper Networks
- LSI Logic
- National Semiconductor
- NetApp
- Nvidia
- Oracle Corporation
- SanDisk
- Sun Microsystems
- Symantec
- Yahoo!

- 3Com (sjedište u Marlboroughu, Massachusetts)
- Actel
- Actuate Corporation
- Adaptec
- Aeria Games and Entertainment
- Amdahl
- Antibody Solutions
- Aricent
- Asus
- Atari
- Atmel
- Broadcom
- BEA Systems (preuzeo Oracle Corporation)
- Cypress Semiconductor
- EMC Corporation  (sjedište u Hopkintonu, Massachusetts)
- Facebook
- Fairchild Semiconductor
- Force10
- Foundry Networks
- Fujitsu (sjedište u Tokiju)
- Hitachi Global Storage Technologies
- IBM Almaden Research Center
- Logitech
- Maxtor
- McAfee
- Memorex (preuzeo Imation i premjestio u Cerritos)
- Micron Technology (sjedište u Boiseu, Idaho)
- Microsoft (sjedište u Redmondu, Washington)
- Netflix
- Netscape (preuzeo AOL)
- NeXT Computer, Inc. (preuzeo Apple)
- Opera Software
- OPPO
- Palm, Inc.
- PalmSource, Inc. (preuzeo ACCESS)
- PayPal (sada dio eBaya)
- PlayPhone
- Rambus
- RSA(preuzeo EMC)
- Redback Networks (preuzeo Ericsson)
- SAP AG (sjedište u njemačkom Walldorfu)
- Siemens (sjedište u Berlinu i Münchenu)
- Silicon Graphics
- Silicon Image
- Solectron (preuzeo Flextronics)
- Sony
- SRI International
- SunPower
- Tesla Motors
- Tellme Networks (preuzeo Microsoft)
- TiVo
- VA Software (Slashdot)
- WebEx (preuzeo Cisco Systems)
- Western Digital
- VeriSign
- Veritas Software (preuzeo Symantec)
- VMware (preuzeo EMC)
- Xilinx
- YouTube (preuzeo Google)
- Zoran Corporation
- M/D Corporarion

## Fakulteti
- Državno sveučilište u San Joseu
- Sveučilište u Santa Clari
- Sveučilište Stanford

## Gradovi
Brojni se gradovi nalaze u Silicijskoj dolini:
- Campbell
- Cupertino
- Los Altos
- Los Altos Hills
- Los Gatos
- Milpitas
- Monte Sereno
- Mountain View
- Palo Alto
- San Jose
- Santa Clara
- Saratoga
- Sunnyvale

Gradovi povezani s regijom: 
- East Palo Alto (okrug San Mateo)
- Foster City
- Fremont (okrug Alameda)
- Menlo Park (okrug San Mateo)
- Newark (okrug Alameda)
- Redwood City (okrug San Mateo, u njemu sjedište imaju tvrtke Oracle, Electronic Arts i PDI/DreamWorks)
- Santa Cruz
- Sanmina

## Vanjske poveznice
- Silicijska dolina
- Povijest  Arhivirana inačica izvorne stranice od 8. lipnja 2007. (Wayback Machine)